# هاري غيست
هاري غيست (بالإنجليزية: Harry Guest)‏ هو شاعر بريطاني، ولد في 1932 في بنارث ‏ في المملكة المتحدة.